# Gesetz zur Neugliederung des Landkreises Kleve
Das Gesetz zur Neugliederung des Landkreises Kleve vom 11. März 1969 (GV. NRW. S. 160) wurde am 24. März 1969 verkündet und gliederte mit Wirkung vom 1. Juli 1969 die Gemeinden im damaligen Landkreis (später Kreis) Kleve neu.
Vor der Gemeindereform gab es im Landkreis Kleve die Städte Goch und Kleve, die amtsfreien Gemeinden Materborn und Pfalzdorf sowie sieben Ämter mit 42 amtsangehörigen Gemeinden, darunter der amtsangehörigen Stadt Kalkar. Mit dem Gesetz wurden daraus sechs neue, amtsfreie Gemeinden gebildet, von denen drei die Bezeichnung Stadt führten.
Mit Wirkung vom 1. Januar 1975 wurden die Gemeinden des Kreises Kleve durch das Niederrhein-Gesetz vom 9. Juli 1974 (GV. NRW. S. 344) mit den Gemeinden des Kreises Geldern und drei weiteren Gemeinden zu einem neuen, größeren Kreis Kleve zusammengeschlossen.

## Kurzbeschreibung
| I. Abschnitt  | Gebietsänderungen im Bereich der Gemeinden |
| § 1           | Bildung einer neuen Gemeinde Kranenburg durch Zusammenschluss der Gemeinden Kranenburg, Wyler und Zyfflich des Amtes Kranenburg sowie der Gemeinden Mehr und Niel des Amtes Rindern; Auflösung des Amtes Kranenburg |
| § 2           | Bildung einer neuen Stadt Kleve durch Zusammenschluss der Stadt Kleve, der amtsfreien Gemeinde Materborn, der Gemeinden Donsbrüggen, Keeken, Rindern, Wardhausen des Amtes Rindern, der Gemeinden Brienen, Griethausen, Kellen, Salmorth und Warbeyen des Amtes Griethausen sowie der Gemeinde Reichswalde zur neuen Stadt Kleve; Eingliederung von Flurstücken der Gemeinden Hau und Schneppenbaum; Auflösung der Ämter Rindern und Griethausen |
| § 3           | Bildung einer neuen Gemeinde Bedburg-Hau durch Zusammenschluss der Gemeinden Hau, Louisendorf, Schneppenbaum und Till-Moyland des Amtes Till sowie der Gemeinden Huisberden des Amtes Griethausen; Eingliederung von Flurstücken der Gemeinde Reichswalde; Auflösung des Amtes Till |
| § 4           | Bildung einer neuen Stadt Kalkar durch Zusammenschluss der Gemeinden Altkalkar, Appeldorn, Bylerward, Grieth, Hanselaer, Hönnepel, Kalkar, Neulouisendorf, Niedermörmter, Wissel und Wisselward des Amtes Kalkar sowie der Gemeinde Emmericher Eyland des Amtes Griethausen; Auflösung des Amtes Kalkar |
| § 5           | Bildung einer neuen Stadt Goch durch Zusammenschluss der Stadt Goch, der amtsfreien Gemeinde Pfalzdorf sowie der Gemeinden Asperden, Hassum, Hommersum, Hülm, Kessel und Nierswalde des Amtes Asperden; Auflösung des Amtes Asperden |
| § 6           | Bildung einer neuen Gemeinde Uedem durch Zusammenschluss der Gemeinden Keppeln, Uedem, Uedemerbruch und Uedemerfeld des Amtes Uedem; Auflösung des Amtes Uedem |
| II. Abschnitt | Schlussbestimmungen |
| § 7           | Bestätigung der Gebietsänderungsverträge und Bestimmungen des Regierungspräsidenten und des Oberkreisdirektors über die Einzelheiten der Zusammenschlüsse |
| § 8           | Zuordnung der neuen Gemeinden Bedburg-Hau, Kalkar, Kleve und Kranenburg zum Amtsgericht Kleve und der neuen Gemeinden Goch und Uedem zum Amtsgericht Goch; übergangsweise Zuordnung einzelner Ortsteile der Stadt Kalkar beim Amtsgericht Goch |
| § 9           | Inkrafttreten am 1. Juli 1969 |